# Великоберезниківське сільське поселення
Вели́коберезникі́вське сільське поселення (рос. Большеберезниковское сельское поселение) — муніципальне утворення у складі Великоберезниківського району Мордовії, Росія. Адміністративний центр — село Великі Березники.

## Історія
Станом на 2002 рік існували Великоберезниківська сільська рада (села Великі Березники, Ніколаєвка, присілок Маріуполь, селище Присурський) та Русько-Найманська сільська рада (село Руські Наймани, селища Александровка, Ясна Поляна).
В 2009 році було ліквідовано селище Ясна поляна.
24 квітня 2019 року було ліквідовано Русько-Найманське сільське поселення, його територія увійшла до складу Великоберезниківського сільського поселення;.

## Населення
Населення — 7009 осіб (2019, 7686 у 2010, 7866 у 2002).

## Склад
До складу поселення входять такі населені пункти:
| Населений пункт        | Населення, осіб (2002) | Населення, осіб (2010) |
| ---------------------- | ---------------------- | ---------------------- |
| Александровка, селище  | 22                     | 16                     |
| Великі Березники, село | 6398                   | 6393                   |
| Маріуполь, присілок    | 240                    | 215                    |
| Ніколаєвка, село       | 148                    | 94                     |
| Присурський, селище    | 226                    | 251                    |
| Руські Наймани, село   | 831                    | 717                    |
| Ясна поляна, селище    | 1                      | -                      |